# Absolvent
Als Absolvent wird der Besucher einer Bildungseinrichtung kurz vor oder nach der abschließenden Prüfung bezeichnet, dessen nächster beruflicher Schritt also noch nicht vollzogen ist. 

## Begriff
In der Regel gehört zum erfolgreichen Abschluss das Bestehen einer oder mehrerer Prüfungen, die diesen Erfolg mit Zeugnissen oder Zertifikaten belegen, was sich aus dem zugehörigen Verb absolvieren ableitet, das so viel wie erledigen, ableisten; etwas zum Abschluss bringen bedeutet. Dieses Verb wurde schon im Mittelhochdeutschen, in Anlehnung an das lateinische ab-solvere (absolutum), das so viel wie loslösen; vollenden bedeutet, verwendet. Aus dem lateinischen Partizip Präsens absolvens stammt das Substantiv Absolvent, das jemanden bezeichnet, der nach erfolgreicher Prüfung von einer Bildungseinrichtung abgeht. Die regelmäßige Benutzung dieses Wortes in der deutschen Sprache geht etwa auf das 19. Jahrhundert zurück.
Als Synonyme für Absolvent werden z. B. solche Begriffe wie Entlassungsschüler, Examenskandidat, Schulabgänger, Prüfling oder Examinand benutzt. Im Süddeutschen ist auch der Begriff Entlassschüler zu finden. Insbesondere in der Amtssprache wird gerne der Begriff Abgänger verwendet.
Der Begriff Absolvent wird umgangssprachlich insbesondere für Hochschulabsolventen benutzt, so wird z. B. in Stellenausschreibungen durch Verwendung des Wortes Absolvent darauf aufmerksam gemacht, dass ausdrücklich Bewerber mit Hochschulabschluss ohne einschlägige Berufserfahrung gesucht werden.
Die Umschreibung ehemaliger Absolvent kann als eine Präzisierung der beiden ansonsten nicht identischen Einzelbegriffe Ehemaliger und Absolvent Verwendung finden, wobei sich die Nichtidentität beider Worte aus Deduktion der Wortursprünge für Ehemaliger (von ehemals/früher = vor längerer Zeit) und Absolvent ergibt. Insbesondere an Hochschulen werden ehemalige Absolventen als Alumni bezeichnet. Beispielsweise wird in der lateinisch-englische Begriff Alumnus (eigentlich aus dem Lateinischen für Zögling; nach ein ehemaliger Student einer Hochschule) mit den Begriffen Ehemaliger und Absolvent einer Schule zusammen umschrieben. Häufig wird kolportiert, dass ein ehemaliger Absolvent ein ehemaliger Ehemaliger sei, was aber aufgrund der Tatsache, dass die Worte Absolvent und Ehemaliger keine Synonyme sind, nicht tragbar ist.